# Hendrix in the West
Albums de Jimi Hendrix
Isle of Wight
(1971) More Experience
(1972)
Hendrix in the West est un album Live de Jimi Hendrix publié en janvier 1972. Il compte parmi les meilleurs albums post mortem de l'ère Michael Jeffery. Il est souvent considéré comme étant le meilleur live jamais publié à ce jour, avec notamment les versions définitives de trois de ses compositions majeures (Voodoo Child (Slight Return), Little Wing et Red House).
Dans la perspective de la sortie du film Jimi Plays Berkeley, Jeffery demanda à Eddie Kramer et John Jansen de compiler un album à partir des bandes enregistrées à Berkeley. Aussi surprenant que cela puisse paraître aujourd'hui, Kramer estima qu'il n'y avait pas suffisamment de matériel et proposa d'élargir le recueil à d'autres concerts.
Tous étaient conscients de la qualité du concert de l'Experience au Royal Albert Hall, mais ces titres étaient en principe inutilisables pour des raisons contractuelles. 
Michael Jeffery régla le problème à sa manière. Supposés provenir de la performance de San Diego, Jeffery pensait avoir réglé le problème. Mort dans un accident d'avion en 1973, il n'aura pas la chance de défendre son cas devant les tribunaux.[pas clair]
Cet album n'était sorti en CD qu'en Allemagne et au Japon, avec une qualité sonore assez faible typique des premières rééditions CD des années 1980 (souvent jugées inférieures aux vinyles). Tous les morceaux de l'album étant trouvables (en versions remasterisées) sur des disques publiés par le label Experience Hendrix LLC (voir plus bas), celui-ci ne jugeait pas utile de le publier.
Toutefois en 2011, l'album est enfin sorti en CD par le label Experience Hendrix LLC, mais pour des problèmes de droit, une autre version de "Little Wing" et "Voodoo Child" a été choisie. 

## Les titres
Face 1

1. Johnny B. Goode (Chuck Berry)
2. Lover Man
3. Blue Suede Shoes (Carl Perkins)
4. Voodoo Child (Slight Return)

Face 2

1. The Queen (Traditionnel)
2. Sgt. Pepper's Lonely Hearts Club Band (John Lennon/Paul McCartney)
3. Little Wing
4. Red House

## Les musiciens
- Jimi Hendrix – Guitare, chant
- Noel Redding - Basse sur Voodoo Child (Slight Return), Little Wing et Red House
- Billy Cox - Basse sur les autres titres
- Mitch Mitchell - Batterie

## Les performances

### 24 février 1969
Contrairement à ce qui est indiqué sur la pochette, Voodoo Child (Slight Return) et Little Wing sont bien issus de la performance du Royal Albert Hall. On retrouve désormais ces titres sur The Jimi Hendrix Experience Box Set.

### 24 mai 1969
Seul Red House est issu du concert donné par le Jimi Hendrix Experience à San Diego. Un moment disponible officiellement (sur Stages - San Diego 69), ce concert n'a pas été réédité depuis. Red House est toutefois présent sur The Jimi Hendrix Experience Box Set.

### 30 mai 1970
Johnny B. Goode provient du premier concert donné à Berkeley, Lover Man du second, et Blue Suede Shoes est issu des répétitions du trio Hendrix/Cox/Mitchell lors de la balance effectué dans l'après-midi. Le second concert a été intégralement publié en 2003 : Live at Berkeley. Les deux autres titres sont eux aussi présents sur The Jimi Hendrix Experience Box Set. 

### 30 août 1970
The Queen (l'hymne anglais) et Sgt. Pepper's Lonely Hearts Club Band sont les deux premiers titres du concert de l'Ile de Wight. On retrouve désormais l'intégralité de ce concert sur l'album Blue Wild Angel: Live at the Isle of Wight.